# لوتي السوداء السوداء (نوع علكة)
لوتي السوداء السوداء (باللغة اليابانية: ブ ラ ッ ク ブ ラ ッ ク) (الأسم الياباني بالأبجدية العربية: بوراكو بوراكو ) هي علامة تجارية للعلكة تحتوي على الكافيين ويتم أنتاجها قبل شركة لوتي في اليابان. يتم بيعها منذ عام 1983 وتحظى بشعبية في اليابان. ترجع هذه الشعبية الى الإعلاناتها التلفزيونية المعروفة التي قام بها جان كلود فان دام. بعد أن ذكرتها مجلة وايرد في عام 2003 ، أصبحت علكة لوتي السوداء السوداء شائعة في الولايات المتحدة الأمريكية. اسم العلكة هذا مشتق من لونها الشبيه بالفحم.
مكونات علكة لوتي السوداء السوداء هي السكر, شراب النشا, سكر العنب، الإريثريتول, مستخلص الشاي الصيني الاسود, خلاصة الجنكة, مستخلص زهرة الأقحوان, المنكهات, مواد للتلوين ( الكاكاو والغردينيا ), الكافيين والنيكوتيناميد .

## الملاحظات والمراجع
1. "ロッテ 商品カタログ ガム, Lotte(Japan) products information of chewing gum" (in Japanese). Lotte (Japan). Retrieved 2008-01-25. 昭和58年6月に「眠気スッキリ！ブラックブラックガム」を発売 In June, Shōwa 58 (1983), the sales of black black gum started.
2. "What Wired staffers bought this month". Wired magazine. February 2003. p. 1. Retrieved 2016-10-02.

## روابط خارجية
- معلومات المنتج من العلكة لوت